# Albatros L.83
 (décembre 2021).
Si vous disposez d'ouvrages ou d'articles de référence ou si vous connaissez des sites web de qualité traitant du thème abordé ici, merci de compléter l'article en donnant les références utiles à sa vérifiabilité et en les liant à la section « Notes et références ».
L'Albatros L.83 est un avion de transport, monomoteur, monoplan à aile basse, développé par le constructeur aéronautique allemand Albatros Flugzeugwerke GmbH à la fin des années 1920.
Produit en seulement deux exemplaires, il est resté opérationnel dans le secteur civil durant les années 1930.

## Historique du projet
À la fin des années 1920, l'Albatros décide de lancer le développement d'un nouveau modèle destiné au marché du transport civil pour compléter, par un avion plus spécifiquement fret, les deux avions de passagers produits depuis le début de la décennie, le monomoteur Albatros L.58 à 7 places et le bimoteur L 73 à 8 places. Confié au bureau technique de la compagnie, le projet, identifié par la compagnie comme L 83, se caractérisait par une configuration conventionnelle : un monomoteur à hélice tractive, avec une voilure monoplan en position basse, caractérisé par un large fuselage qui intégrait le cockpit fermé à quatre places et la soute arrière, et un train d'atterrissage fixe.
Les spécifications techniques et la configuration interne l'ont rendu apte au rôle d'avion postal et de transport de fret pour les trajets longue distance, ou comme avion cargo pour les moyennes distances.

## Technique
Le L 83 a proposé une approche, pour l'époque, conventionnelle pour le rôle auquel il était destiné : avion monomoteur à hélice tractrice, monoplan à aile basse, à gros fuselage avec cockpit fermé et train d'atterrissage fixe.
Le fuselage, de section rectangulaire et effilé vers la queue, intégrait le cockpit à quatre places et le coffre arrière, et se terminait à l'arrière par un empennage monodérive avec un plan horizontal positionné devant le plan vertical, une particularité technique adoptée dans d'autres modèles Albatros de l'époque.
La voilure était de type monoplan, à plan trapézoïdal et montée basse sur le fuselage, caractérisée par une partie centrale à laquelle étaient reliées les deux ailes ce qui lui donnait un dièdre positif, et combinait la structure en duralumin avec un revêtement métallique.
Le train d'atterrissage était fixe, caractérisé à l'avant par deux roues indépendantes montées sur une structure tubulaire amortie à éléments télescopiques verticaux, complété à l'arrière par un patin d'appui, également amorti, positionné sous la queue.
La propulsion était confiée à un seul moteur Junkers L5, un 6 cylindres en ligne à refroidissement liquide, placé sur le nez de l'appareil, enfermé dans un carénage à ouverture « clapet », solution qui permettait une maintenance plus aisée par le personnel technique, et séparé de l'habitacle par une cloison coupe-feu. Le moteur entraînait une hélice bipale à pas fixe.

## Utilisation opérationnelle
Les photos et documents d'archives identifient le modèle, vraisemblablement le premier en raison du numéro d'identification mineur, enregistré D-2024 indiqué avec la dédicace Adler . (Aigle, en langue allemande). Photographié devant les installations de compagnie aérienne  Deutsche Luft-Hansa (DLH), il n'est pas certain qu'il ait également été pris en charge.
Le deuxième exemplaire, Werk.Nr 10186, était immatriculé D-2211 et repris en février 1932 à la Deutsche Verkehrsfliegerschule (DVS), organisation paramilitaire clandestine qui opérait dans des écoles de pilotage civiles en Allemagne.
Le modèle a été exposé au public lors d'une série de démonstrations aériennes internationales pour la propagande par le  nouveau gouvernement national-socialiste allemand afin d'améliorer sa technologie aéronautique.

### Revues
- « Albatros-L 83 Adler-Verkehrsflugzeug », Flugsport, Francfort-sur-le-Main, Verlag für Flugsport, vol. XXIIL, no 10,‎ 13 mai 1931 (lire en ligne [http://www.luftfahrt-bibliothek.de/international/ base de données /aviation-militaire-civil-et-sport-magazine /aviation-1931/index.htm archive])